# Our Lady of Chernobyl
Our Lady of Chernobyl (englisch für Unsere Dame von Chernobyl) ist eine Sammlung von vier Science-Fiction-Kurzgeschichten des australischen Schriftstellers Greg Egan, veröffentlicht von MirrorDanse in Sydney im Jahr 1995.

## Kurzgeschichten
- Chaff: Tief im Urwald von Kolumbien arbeitet ein Forscher an einer neuen Droge mit seltsamen Auswirkungen auf das Gehirn.
- Beyond the Whistle Test:
- Transition Dreams: Bei der Überführung eines Bewusstseins von Gehirn auf Computer wird dieses beim Transport über verschiedene Server hinweg auf diesen nur ein sehr kurzes Leben führen.
- Our Lady of Chernobyl: Ein Detektiv wird angeheuert um eine radioaktive religiöse Ikone finden, doch die Suche wird tödlich.

## Auszeichnung
Die komplette Sammlung erreichte den 11. Platz beim Locus Award im Jahr 1996.
Chaff erreichte den 13. Platz beim Locus Award im Jahr 1994 und den 7. Platz beim Interzone Readers Poll im Jahr 1994. Our Lady of Chernobyl erreichte den 14. Platz beim Locus Award im Jahr 1995.

## Kritik
Karen Burnham schreibt in Greg Egan (Masters of Modern Science Fiction), dass Our Lady of Chernobyl mit den Elementen eines Thrillers und einer Detektivgeschichte eine komplett andere Richtung für Greg Egan sei und zudem an The Da Vinci Code zehn Jahre später erinnere („is a very different story for Egan, having a thriller/detective-style plot slightly reminiscent of The Da Vinci Code ten years later“).